# Ošljane
Pour le village kosovar, voir Ošljane (Vučitrn).
Ošljane (en serbe cyrillique : Ошљане) est un village de Serbie situé dans la municipalité de Knjaževac, district de Zaječar. Au recensement de 2011, il comptait 144 habitants.

## Démographie
| 1948  | 1953  | 1961  | 1971 | 1981 | 1991 | 2002 | 2011 |
| ----- | ----- | ----- | ---- | ---- | ---- | ---- | ---- |
| 1 588 | 1 525 | 1 298 | 943  | 679  | 437  | 256  | 144  |

|  |